# Kvecal
Kvecali (/kɛtˈsɑːl, ˈkɛtsəl/) so živobarvne ptice iz družine trogonov. Najdemo jih v gozdovih, zlasti v vlažnih visokogorjih, pri čemer je pet vrst iz rodu Pharomachrus izključno neotropskih, medtem ko je ena vrsta, uhati kvecal, Euptilotis neoxenus, najdena v Gvatemali, včasih v Mehiki in zelo lokalno v najjužnejših Združenih državah Amerike. V visokogorju zveznih držav Sonora, Chihuahua, Sinaloa, Durango, Nayarit, Zacatecas, Jalisco in Michoacán je mogoče najti uhatega kvecala od severozahoda do zahodne osrednje Mehike. Je mezoameriška avtohtona vrsta, vendar nekatera poročila kažejo, da občasno potuje in gnezdi v jugovzhodni Arizoni in Novi Mehiki v ZDA. Od junija do oktobra je sezona parjenja za uhate kvecale. Kvecali so precej veliki (vsi dolgi več kot 32 cm), nekoliko večji od drugih vrst trogonov. Sijajni kvecal je zaradi svoje živahne barve nacionalna ptica Gvatemale.

## Fizične lastnosti
Kvecali imajo prelivajoče se zelene ali zlatozelene pokrove kril, hrbet, prsi in glavo z rdečim trebuhom. Njihova krila so primerna za kamuflažo v deževnih razmerah, saj se njihovo perje dobro zlije z mokro in sijočo zeleno površino. So močno spolno dimorfni, deli perja samic pa so rjavi ali sivi. Repi samcev kvecala lahko potrebujejo do tri leta po tem, ko dosežejo zrelost, da zrastejo do največje dolžine. Te pretežno samotarske ptice se prehranjujejo s sadjem, jagodami, žuželkami in majhnimi vretenčarji (kot so žabe). Tudi z njihovim slavnim svetlim perjem jih je težko opaziti v njihovih naravnih gozdnatih habitatih.

## Stanje ohranjenosti
Nobena od številnih vrst kvecala v naravi ni neposredno ogrožena, čeprav ima uhati in bleščeči kvecal status skoraj ogroženega. Pharomachrus mocinno je za razmnoževanje odvisen od lukenj v stoječih mrtvih in zrelih drevesih, ki nastanejo samo v primarnih oblačnih gozdovih; gnezditveno vedenje vrste je povezano z dolgoročnim obstojem teh gozdov, kakršnih je nekaj preostalih v visokogorski Gvatemali. IUCN preostalih ne šteje za ogrožene in vse so lokalno pogoste. Med najbolj koncentriranimi populacijami sta del Baja Verapaz v Sierra de las Minas in rezervat Chicabnab v Alta Verapazu. Vendar je treba upoštevati, da kljub dejstvu, da kvecali običajno naseljujejo oblačne gozdove, je dejstvo, da so razdeljeni na veliko manjše zaplate, tisto, kar je znano kot glavna grožnja njihovemu preživetju. Druga velika nevarnost za te živali je divji lov. Ker se njihovo perje še vedno obravnava kot artefakt, lovci uporabljajo njihovo perje za trgovino s tujimi turisti in muzejskimi zbiratelji, uporabljajo pa jih tudi za zdravila in obrede. Krčenje gozdov uničuje njihov naravni habitat, zaradi česar se selijo na druga območja. Znano je, da se bleščeči kvecali poleti, ko je znano, da se padavine povečajo, preselijo na nižje ležeča območja, njihovi vzorci gibanja so najverjetneje povezani s presežkom zrelih sadežev Lauraceae (lovorovke).

## Etimologija
Ime kvecal je iz jezika nahuatl quetzalli [keˈt͡salːi], 'veliko briljantno repno pero' (American Audubon Dictionary) ali 'pokrivala repa kvecatla' (Merriam-Webster's Collegiate Dictionary), iz nahuatlskega korena quetz = 'vstati', ki se se nanaša na pokončno perje iz peres. Beseda je v druge jezike prišla prek španščine. Kvecal igra osrednjo vlogo v mezoameriški mitologiji in je povezan z azteškim božanstvom Quetzalcoatlom.
Beseda quetzal je bila prvotno uporabljena le za sijajnega kvecala, dolgorepega kvecala iz Gvatemale (natančneje območje severne Gvatemale, znano kot Petén), ki je nacionalna ptica in ime gvatemalske valute. Še vedno se pogosto nanaša posebej na to ptico, zdaj pa imenuje tudi vse vrste rodov Pharomachrus in Euptilotis.
Pharomachrus je iz starogrške starogrško φάρος, latinizirano: pharos, 'plašč', in 'starogrško μακρός, latinizirano: makros, 'dolg', nanašajoč se na pokrove kril in repa bleščečega kvecala (drugi h je nepojasnjen).
Quetzal je v španščini znan tudi kot pilco.

## Kulturni pomen
Kvecal je že dolgo zelo pomemben za stare Maje in Azteke. Njihovo perje je veljalo za luksuzno blago, ki je predstavljalo visok status in ga pogosto vidimo v pokrivalih cesarjev in drugih kostumskih elementih.

## Vrste
Rod Pharomachrus:
- Pharomachrus antisianus Čobasti kvecal
- Pharomachrus auriceps Zlatoglavi kvecal
- Pharomachrus fulgidus White-tipped kvecal
- Pharomachrus mocinno Sijajni kvecal
- Pharomachrus pavoninus Pavoninski kvecal

Rod Euptilotis:
- Euptilotis neoxenus Uhati kvecal

Euptilotis neoxenus je soroden Pharomachrus in ga nekateri organi, kot je Ameriška zveza ornitologov, imenujejo uhati kvecal, drugi pa uhati trogon.